# Cerro Daka
El cerro Dakkā (en árabe: جَبَل دَكَّا‎) o "monte Daka", es la montaña más alta en la zona del pueblo de Ash-Shafā,  de unos 20 km (12,4 mi) de la ciudad de Taif, ubicada en la región occidental de Arabia Saudita . 

## Altitud
La altura del pico del cerro está entre 2500 y 2900 metros (8202,1 y 9514,4 pies) sobre el nivel del mar, esto ha causado una controversia con el momento de la puesta del sol para el Ramadán, ya que el sol permanece en la cima dos minutos más que el alrededores. Para resolver la controversia, un panel de eruditos musulmanes visitó la montaña para observar la puesta de sol.  El comité de legitimidad, incluido un miembro del Consejo Supremo de Académicos Saudíes , Abdullah al-Mutlaq, determinó que el pico no tenía por qué ajustarse al calendario.

## Ubicación
El cerro está ubicado a 20 kilómetros (12,4 mi) al suroeste de Taif. Tiene vistas al centro turístico de Shifa. La vegetación de la montaña está cubierta de enebros, la planta cubre la base de la montaña y luego se va aclarando poco a poco hasta llegar a la cima. La temperatura de la cima llega por debajo de 0 grados Celsius (32,0 °F) en el invierno . La montaña cuenta con un centro turístico a sólo 7 km (4,3 mi) lejos del Shifa. 

## Fauna silvestre
Se pueden encontrar babuinos Hamadryas en esta zona. 